# 禪柔運動

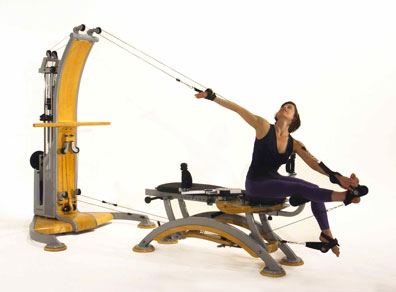

禪柔運動（英語：gyrotonic）是由匈牙利裔芭蕾舞者Juliu Horvath所創立的。他因韌帶受傷而不得不中斷舞蹈生涯，開始透過瑜伽和體操來修復受傷的身心，並創立了一種結合了瑜伽、太極、體操和冥想的療癒性運動。
禪柔強調全身運動的流暢性，尤其注重脊椎的活動，因此也被稱為「脊椎螺旋運動」。禪柔運動大致上可分為兩種類型：Gyrokinesis和Gyrotonic。前者可在瑜珈墊或椅子上進行，而後者則需要使用專屬的禪柔運動器械。
禪柔運動的好處

1.提升脊椎柔韌性：禪柔運動注重訓練脊椎的靈活性，透過多角度的動作，改善脊椎健康並緩解脊椎側彎問題。

2.改善身體活動範圍：透過運動提升全身關節的靈活性、穩定性和柔韌性，讓身體更自由地運動。

3.釋放身心壓力：動作設計融入冥想元素，讓練習者在運動中達到心靈的平靜，同時促進身心的協調與平衡。

4.溫和訓練筋膜：禪柔運動透過多方位的伸展動作，輕柔地刺激深層筋膜，改善肌肉僵硬和疼痛問題。

5.增強身體力量與協調性：這套運動不僅能鍛鍊小肌群，還能提升全身的力量與協調能力。

6.提高空間覺察能力：透過精細的動作訓練，增強身體在空間移動的感知與控制。

7.學習身體新技能：幫助學習新的動作技巧，並提升對自身身體的理解與認識。

## 相似運動
1. 哈塔瑜伽
2. 熱瑜珈
3. 陰瑜珈
4. 皮拉提斯